# Microrégion des Chapadas das Mangabeiras

Localisation de la microrégion des Chapadas das Mangabeiras

La microrégion des Chapadas das Mangabeiras est l'une des trois microrégions qui subdivisent le sud de l'État du Maranhão au Brésil.
Elle comporte 8 municipalités qui regroupaient 65 634 habitants en 2006 pour une superficie totale de 16 877 km2.

## Municipalités[1]
- Benedito Leite
- Fortaleza dos Nogueiras
- Loreto
- Nova Colinas
- Sambaíba
- São Domingos do Azeitão
- São Félix de Balsas
- São Raimundo das Mangabeiras